# Hermann Rosenberg (Numismatiker)
Hermann Rosenberg (* 26. Juni 1896; † 4. Januar 1970) war ein Schweizer Numismatiker, Münzhändler und Geschäftsführer der Adolph Hess AG in Luzern.

## Leben
Hermann Rosenberg stammt aus einer alten Frankfurter Münzhändlerfamilie. Seinem Vater Sally Rosenberg gehörte eines der bedeutendsten Frankfurter Auktionshäuser der Vorkriegszeit. So wäre Hermann Rosenbergs weitere Karriere vorgezeichnet gewesen, hätte er sein Studium der Archäologie und Kunstgeschichte in Frankfurt nicht abbrechen müssen, um am Ersten Weltkrieg als Soldat teilzunehmen. Nach seiner Rückkehr arbeitete er im Münzhandel seines Vaters. Er wechselte von der väterlichen Firma in die von Hermann Feith gegründete Adolph Hess AG, wo er aufmerksam die politischen Veränderungen in Deutschland beobachtete. 1931 ging die Adolph Hess AG mit einem Teil des Firmenlagers in die Schweiz und Hermann Rosenberg wurde Geschäftsführer der Adolph Hess AG in Luzern. Diese Firma leitete er bis zu seinem Tode. Die Adolph Hess AG wurde berühmt für ihre qualitätvollen Auktionen. Hermann Rosenberg war numismatisch gesehen ein Allrounder, der in der Lage war, Münzen von allen fünf Kontinenten und aus allen Epochen nach den damaligen Standards der Zeit knapp, aber zutreffend zu beschreiben. Nach der Rückkehr Leo Mildenbergs aus der Kriegsgefangenschaft tat sich die Adolph Hess AG mit der numismatischen Abteilung der Bank Leu zusammen und führte eine Reihe von bedeutenden Auktionen durch. Diese Zusammenarbeit wurde bald nach dem Tod Rosenbergs aufgegeben.

## Auktionen
Unter der Ägide von Hermann Rosenberg wurden rund 80 Auktionen durchgeführt, zu denen er wissenschaftliche Auktionskataloge erstellte, die sich durch ihre knappe, aber relevante Beschreibung auszeichneten. Ein großer Teil der wichtigsten Sammlungen der Vor- und Nachkriegszeit wurde bei der Adolph Hess AG unter Leitung von Hermann Rosenberg aufgelöst. Zu diesen Sammlungen gehören u. a. Sammlung Erzherzog Sigismund von Österreich (Adolph Hess AG, Auktionen vom 28. März, 11. Juli, 14.  November 1933 und 12. Juni 1934), Sammlung Walters-Webb (Adolph Hess AG, Auktion am 9. Mai 1932), Sammlung Sydenham (Adolph Hess AG, Auktion am 28. April 1936), Sammlung Hoskier (Adolph Hess AG, Auktion am 15. Februar 1934), Sammlung Trau (Adolph Hess AG, Auktion am 28. April 1936), Sammlung Graf Enzenberg (Adolph Hess AG, Auktion am 19. März 1935) und Sammlung Großfürst Michailowitsch, deren Termin für den 25. Oktober 1939 vorgesehen war, aber aufgrund des Kriegsbeginns nicht mehr durchgeführt werden konnte.